# Cleonte Chinarelli
Cleonte Clemente Carlo Chinarelli (Ferrara, 21 febbraio 1862 – Ferrara, 2 febbraio 1940) è stato uno scultore e decoratore italiano.

## Biografia
Nato da famiglia modesta, fu iscritto nel 1874 alla civica Scuola del Disegno di Ferrara, ma ben presto fu costretto a lavorare come garzone di barbiere. Nel 1884 sposò Rosa Casadio e nel 1886 si trasferì a Milano in cerca di una migliore occupazione, poi nel 1906 a Como e tornando a Ferrara intorno al 1910.
Decise quindi di dedicarsi totalmente alla scultura ed esordì sulla ribalta cittadina partecipando nel 1900 alla grande Esposizione Artistica allestita al Palazzo dei Diamanti: vi presentò alcune sculture di soggetto letterario e mitologico (l'alto rilievo in terracotta Renzo e Lucia, il busto Dirce, il gruppo I richiamanti) realizzate in diversi materiali e fu premiato per il bozzetto in terracotta intitolata Mefistofele.
A questo periodo appartengono alcuni dei suoi migliori busti in terracotta policroma, come Don Chisciotte (1904, Ferrara, collezione Gualandi) e Marinaio (senza data, Ferrara, collezione Scardino), di un gustoso realismo narrativo e psicologico, ricco però di colti sottintesi e nella fattispecie alla tradizione fittile del Rinascimento estense.
Nel 1902 donò al giornale socialista La Scintilla un medaglione raffigurante Karl Marx, oggi irreperibile; nel 1906 emigrò nuovamente in Lombardia, questa volta a Como.
Rientrato definitivamente a Ferrara, Chinarelli si dedicò ad una plastica di tipo ornamentale, anche in cemento, realizzando sia monumenti funebri, che apparati effimeri per negozi e feste carnevalesche o goliardiche.
Nel 1913 collaborò con Lina Zanetti alla decorazione neorinascimentale in stucco bianco e oro del nuovo Teatro Verdi di Ferrara (ora non più presenti), realizzando nel contempo in terracotta figure muliebri di accentuata stilizzazione liberty.
Dopo la guerra eseguì ritratti in gesso policromo (come quella dei cosiddetti conti Mazza) e riproduzioni seriali della veneratissima Madonna di S. Maria in Aula Regia a Comacchio.